# Abelardo Alvarado Alcántara
Abelardo Alvarado Alcántara (8 de junio de 1933 - 3 de julio de 2021) fue un prelado católico mexicano que se desempeñó como obispo auxiliar de la Arquidiócesis de México desde 1985 hasta 2008. También fue Secretario General de la Conferencia Episcopal de México (CEM) de 1997 a 2004. 
El Arzobispo de la Ciudad de México, Norberto Rivera Carrera, nombró a Alvarado como Capellán de las Fuerzas Armadas Mexicanas, que tiene su base en la Capellanía Militar, adyacente al Hospital Central Militar México.  Alvarado también se desempeñó como presidente del consejo editorial del Nuevo Criterio, el periódico oficial de la Arquidiócesis de la Ciudad de México, de 1993 a 1998. 
El obispo emérito Abelardo Alvarado Alcántara falleció el 3 de julio de 2021, a la edad de 87 años. Su misa funeral se llevó a cabo en la Catedral Metropolitana de la Ciudad de México.